# EC Santo André
Esporte Clube Santo André är en fotbollsklubb från staden Santo André från ABC-regionen i delstaten São Paulo i Brasilien. Klubben grundades den 18 september 1967 av personer som ville att kommunen skulle representeras av ett professionellt fotbollslag. Klubben spelar på Estadio Bruno José Daniel  som tar totalt 18 000 åskådare vid fullsatt. São Caetano är klubbens största rivaler och den andra större klubben från ABC-regionen.

## Historia
Den 18 september 1967 samlades ett antal personer som ville att kommunen skulle representeras av ett professionellt fotbollslag. De bildade då Esporte Clube Santo André med det syftet. Klubbens första officiella match spelades den 8 april 1968 mot Santos (som bland annat Pelé spelade i, men han deltog inte i just den matchen), och Santo André vann även matchen med 2-1.
På grund av resultaten i distriktsmästerskapet Campeonato Paulista bjöds Santo André in till Campeonato Brasileiro Série A (Brasiliens högsta nationella division) 1984 och slutade på en tiondeplats totalt, men bjöds inte in till följande säsong, eftersom kriterierna ändrades. Därefter hade klubben inga större framgångar förrän i mitten av 2000-talet. Klubben lyckades 2003 komma på en andraplats i Série C vilket innebar uppflyttning till Série B inför säsongen 2004. Under säsongen 2004 deltog klubben i Copa do Brasil och vann hela turneringen efter en finalseger mot Flamengo och fick delta i Copa Libertadores 2005. I Copa Libertadores åkte klubben ut i gruppspelet efter två segrar, två oavgjorda matcher och två förluster.
2008 kom Santo André på andraplats i Série B vilket innebar uppflyttning till Série A men åkte ner tillbaka till Série B under säsongen 2009.
Under Campeonato Paulista 2010 slutade klubben på en andraplats efter Santos och gick vidare till slutspel. Där besegrade de Grêmio Prudente och mötte senare Santos i finalen. Där förlorade de dock men andraplatsen var deras bästa prestation någonsin i Campeonato Paulista. Senare under säsongen 2010 flyttades Santo André ner från Série B till Série C och var nära på att åka ur till Série D under säsongen 2011.